# Miro Maffeis
Miro Maffeis (bl. 1910er- und 1920er-Jahre) war ein italienischer Motorradrennfahrer und Unternehmer.

## Leben
Miro Maffeis war in den frühen Jahren des 20. Jahrhunderts ein Pionier des Motorradsports und berühmter Rennfahrer. Sein älterer Bruder Carlo war ebenfalls Rennfahrer; sein Bruder Bernardo betrieb in Mailand eine Werkstatt und stellte unter dem Namen Maffeis Motorräder her.
In den 1910er-Jahren war Miro Maffeis beim italienischen Indian-Importeur als einer der ersten europäischen Werksfahrer des US-amerikanischen Herstellers überhaupt angestellt. Als einer von ganz wenigen Europäern war er u. a. auf Board-Track-Rennen spezialisiert und dabei sehr erfolgreich. Diese Bahnrennen auf Holzvelodromen waren zu dieser Zeit besonders in den USA äußerst populär, da sie dem Publikum die Möglichkeit gaben, das Geschehen hautnah zu verfolgen. Im Jahr 1913 gewann er auf einer Douglas den Titel in der ⅓-l-Klasse der Italienischen Motorrad-Straßenmeisterschaft. Parallel dazu wurde sein Bruder Carlo 1913 auf Moto Rêve Italienischer Meister in der Halbliterklasse.
In den 1920er-Jahren widmete sich Maffeis mehr Zuverlässigkeitsfahrten sowie dem Gelände- und Straßenrennsport. 1920 gewann er auf einer 500-cm³-Indian die II. Raid Nord–Sud, die auf öffentlichen Straßen von Mailand bis Neapel entlang der Apenninhalbinsel führte. Für die etwa 880 km, die an einem Stück absolviert wurden, benötigte er etwas mehr als 22 Stunden und 30 Minuten, was einer Durchschnittsgeschwindigkeit von etwa 39 km/h entspricht. Beim Lauf um die Italienische Meisterschaft des Jahres, dem Circuito di Valli del Ticino um Gallarate in der Lombardei am 5. September belegte er hinter Edoardo Winkler (Harley-Davidson) den zweiten Platz.
Etwa ab Mitte der 1920er-Jahre war Miro Maffeis auch als Werksfahrer für Bianchi aktiv. Am 13. September 1925 startete er beim IV. Großen Preises der Nationen auf dem Circuito di Milano in Monza, bei dem die Titel der Motorrad-Europameisterschaft 1925 vergeben wurden, in den Klassen bis 250 und bis 350 cm³. Im Viertelliterlauf wurde er auf einem Maffeis-Eigenbau mit Blackburne-Einbaumotor Dritter hinter Jock Porter (New Gerrard) und Amedeo Ruggeri (Garanzini-J.A.P.). Im 350er-Lauf trat er zusammen mit Tazio Nuvolari und Eduardo Self für Bianchi an und wurde hinter Nuvolari und vor Self Zweiter. Zwei Wochen später, am 27. September 1925, gewann Miro Maffeis auf einer Maffeis-Blackburne in Berlin beim AVUS-Rennen für Motorräder in der 350-cm³-Klasse. Das Rennen war gleichzeitig als erster Großer Preis von Deutschland für Motorräder ausgeschrieben.
1926 startete Miro Maffeis für Bianchi  im Junior-Rennen (350-cm³-Klasse) bei der Isle of Man TT und wurde 20. Im September 1926 war er im 250er-Rennen um den Grand Prix der Nationen auf der Hochgeschwindigkeitsstrecke von in Monza einen schweren Unfall verwickelt, bei dem der Pilot Gino Galli tödlich verunglückte. Maffeis zog sich dabei u. a. mehrere Rippenbrüche zu, aufgrund derer er sich zwei Tage lang in kritischem Zustand befand.
Mindestens bis Ende der 1920er-Jahre trat Maffeis auf verschiedenen Fabrikaten bei Straßenrennen an.
In den Jahren 1930 und 1931 gehörte er zusammen mit Rosolino Grana, Luigi Gilera und Gino Zanchetta zur siegreichen Italienischen Nationalmannschaft bei der Internationalen Sechstagefahrt, die jeweils die World-Trophy-Wertung gewann.
Nachdem die Produktion der Maffeis-Motorräder 1928 geendet hatte, baute Miro Maffeis zwischen 1933 und 1935 zusammen mit den Brüdern Aurelio und Enrico Tornielli unter dem Markennamen Miro Maffeis Motorräder. Die Firma vertrat zu dieser Zeit auch zahlreiche ausländische Hersteller (A.J.S., Brough, Harley-Davidson, James, Moto Rêve, Rex-Acme und Sun) und war Vertreter von Blackburne in der Lombardei.

## Statistik

### Erfolge
- 1913 – Italienischer Meister in der ⅓-l-Klasse auf Douglas
- 1925 – Italienischer Meister in der 250-cm³-Klasse auf Maffeis-Blackburne
- 1930 – Sieger der World Trophy bei der Internationalen Sechstagefahrt auf Gilera
- 1931 – Sieger der World Trophy bei der Internationalen Sechstagefahrt auf Gilera

### Rennsiege
| Jahr | Klasse                    | Maschine           | Rennen                                           | Strecke        |
| ---- | ------------------------- | ------------------ | ------------------------------------------------ | -------------- |
| 1920 | 500 cm³ und Gesamtwertung | Indian             | II. Raid Nord–Sud                                | Mailand–Neapel |
| 1925 | 350 cm³                   | Maffeis-Blackburne | Großer Preis von Deutschland / AVUS-Herbstrennen | AVUS           |

## Verweise